# Adanim
Adanim (en hébreu : עֲדָנִים ; litt. « Délices ») est un moshav situé dans le conseil régional de Drom HaSharon, dans le centre d'Israël, près de la ville de Hod HaSharon. Il compte 471 habitants en 2017.

## Histoire
Le moshav est fondé en 1950 par des immigrés roumains. D'abord baptisé Yarkona BeHarhava (en hébreu : ירקונה בהרחבה), il est plus tard renommé selon le psaume 36:8(9) : « Ils se rassasient de l'abondance de ta maison, Et tu les abreuves au torrent de tes délices ».
Le moshav se trouve sur le territoire de l'ancien village palestinien de Biyar 'Adas.